# پرهیز از لذت‌ها

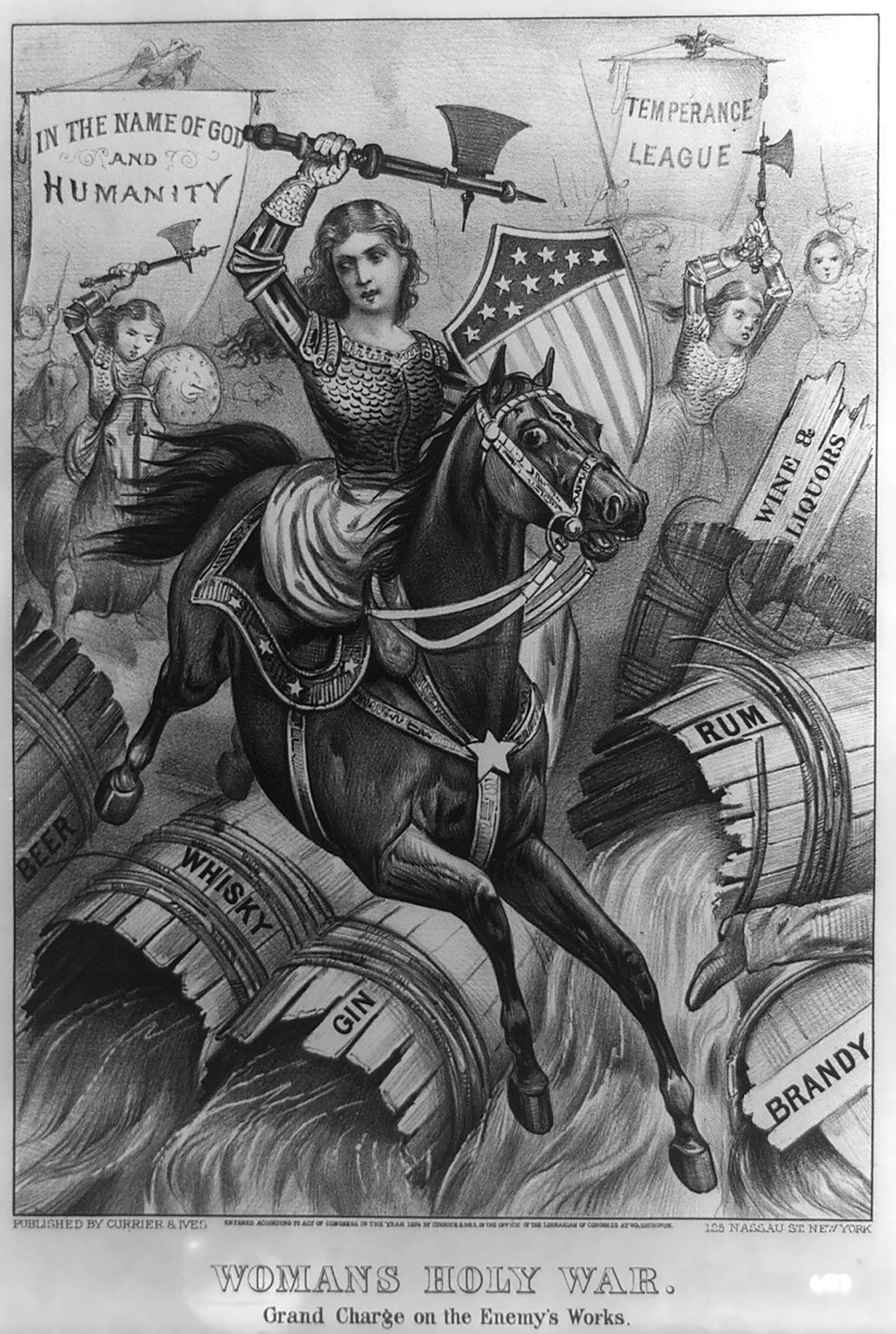
یک اثر تمثیلی چاپی ۱۸۷۴، که حامیان ممنوعیت الکل را به شکل زنان جنگجوی زره پوش با فضیلت نشان می‌دهد.

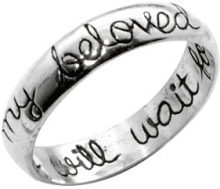
حلقه‌های خلوص که توسط برخی از جوانان متعهد به پرهیز جنسی استفاده می‌شود.

پرهیز از لذت‌ها (انگلیسی: Abstinence) عملی ارادی است که با یک دستور بهداشتی، اخلاقی یا مذهبی از فعالیت‌های بدنی خاصی که برای برآورده کردن تمایلات یا شهوات انجام می‌شوند و معمولاً لذت‌بخش شناخته می‌شوند خودداری شود. بیشتر اوقات، این اصطلاح بیشتر به پرهیز جنسی اشاره دارد، اما می‌تواند به معنای پرهیز از مصرف الکل، مواد مخدر، غذا و غیره نیز باشد.
پرهیز به عنوان یک عمل آگاهانه و خود اجباری در نظر گرفته می‌شود که آزادانه برای بهبود زندگی انتخاب شده‌است، از این رو حوزه روان‌شناختی پرهیز از مکانیسم روانی واپس‌رانی متمایز می‌شود. حالت دوم یک حالت ناخودآگاه است که پیامدهای ناسالمی دارد.
عمل پرهیز ممکن است به دلیل ممنوعیت‌های مذهبی یا توصیه‌های بهداشتی، اخلاقی و یا علمی باشد.

## پرهیز در دین
نوعی از پرهیز از لذت‌ها در اغلب دین‌ها ازجمله اسلام، یهودیت و مسیحیت و همچنین آیین‌های هندو، جین، بودایی و سیک دیده می‌شود.
روزه در اسلام یکی از رایج‌ترین انواع پرهیز است.
پیروان تصوف نیز با اصطلاح ریاضت، پرهیز از لذت‌ها و انجام کارهای سخت و تحملِ رنج و تعب یا ترک غرائز حیوانی و امثال آن‌ها به قصد تهذیب نفس و تربیت خود یا دیگری را توصیه می‌کنند.